# Amygdalodon patagonicus
L'amigdalodonte (Amygdalodon patagonicus) era un dinosauro appartenente al gruppo dei sauropodi, gruppo che comprendeva una moltitudine di erbivori del Giurassico e del Cretacico, caratterizzati dalla particolare lunghezza del collo e della coda. L'amigdalodonte, in particolare, era una forma piuttosto basale: i pochi resti fossili, comprendenti vertebre e denti, permettono di classificarlo come un cetiosauride, ma non garantiscono una ricostruzione precisa dell'animale. Sulla base di resti di dinosauri simili ma più conosciuti (Rhoetosaurus, Cetiosaurus), probabilmente la lunghezza dell'animale si aggirava intorno ai 15 metri, e il peso era forse superiore alle 20 tonnellate.
Amygdalodon, vissuto nel Giurassico medio in Argentina, fu rinvenuto negli anni 40' del Novecento e fu il primo dinosauro del Giurassico ad essere stato ritrovato in Sudamerica. Solo in un secondo tempo altri resti di dinosauri argentini sono venuti alla luce in terreni di quel periodo (Patagosarus, Piatnitzkysaurus, Volkheimeria). Alcuni paleontologi non considerano Amygdalodon un genere valido, dati gli scarsi resti ritrovati.